# SKN St. Pölten
SKN St. Pölten é uma equipe austríaca de futebol com sede em Sankt Pölten. Disputa a Bundesliga, primeira divisão da Áustria.
Seus jogos são mandados no NV Arena, que possui capacidade para 8.000 espectadores.

## História
O SKN St. Pölten foi fundado em junho de 2000, sendo sucessor do FCN St. Pölten (antigo VSE St. Pölten).

## Dirigentes
Lista de dirigentes do clube.
| - Karl Daxbacher (2000–2002) - Horst Kirasitsch (2002–2003) - Frank Schinkels (2003–2004) - Günther Wessely (2005–2006) - Peter Benes (2006) - Walter Hörmann (2006–2007) - Martin Scherb (2007–2013) - Thomas Nentwich (2013) - Gerald Baumgartner (2013–2014) - Herbert Gager (2014) - Michael Steiner (2014–2015) - Jochen Fallmann (2015) interim - Karl Daxbacher (2015–2016) - Jochen Fallmann (2016–2018) |

## Elenco
Atualizado até 04 de junho de 2021.
Legenda
- : Capitão
- : Jogador lesionado

## Copas Européias
| Temporada | Competição         | Rodada | Clube         | Casa | Fora | Agregado |
| --------- | ------------------ | ------ | ------------- | ---- | ---- | -------- |
| 2014–15   | UEFA Europa League | 2Q     | Botev Plovdiv | 2–0  | 1–2  | 3–2      |
| 2014–15   | UEFA Europa League | 3Q     | PSV Eindhoven | 2–3  | 0–1  | 2–4      |

## Títulos
- Vice-Campeão da Copa da Áustria de Futebol: 2013-2014